# Chrysogorgia expansa
Chrysogorgia expansa is een zachte koraalsoort uit de familie Chrysogorgiidae. De koraalsoort komt uit het geslacht Chrysogorgia. Chrysogorgia expansa werd in 1889 voor het eerst wetenschappelijk beschreven door Wright & Studer.